# Hiệp ước Leipzig

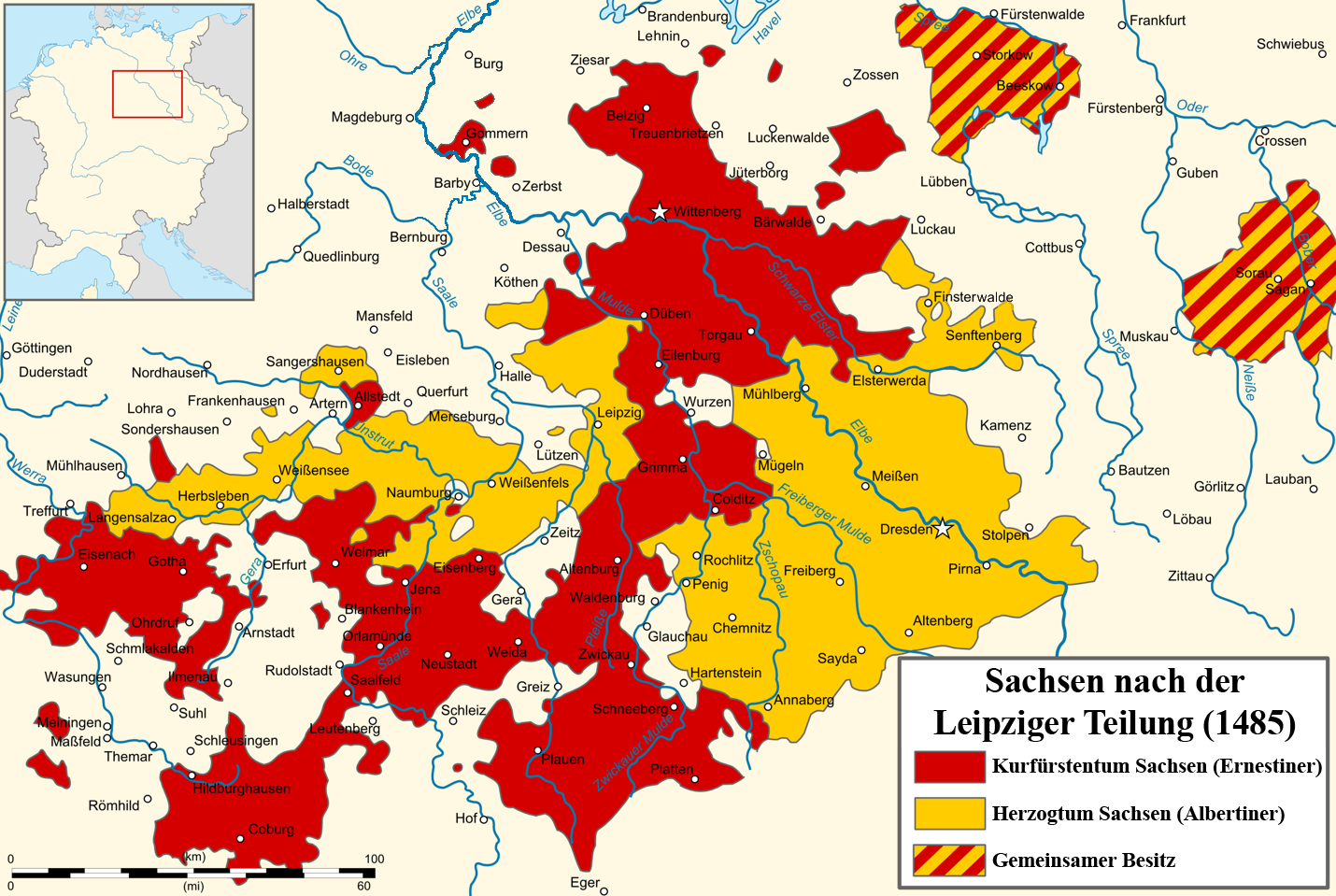
Lãnh thổ của Nhà Wettin được thể hiện sau Hiệp ước Leipzig: vùng Tuyển đế hầu của dòng Ernestine màu đỏ, vùng đất công tước của dòng Albertine màu vàng. Lãnh thổ cai trị chung có sọc.

Hiệp ước Leipzig hoặc Phân chia Leipzig (tiếng Đức: Leipziger Teilung) được ký vào ngày 11 tháng 11 năm 1485 giữa Tuyển đế hầu Ernst xứ Sachsen và em trai ông ta là Albrecht III, họ là con trai của Friedrich II, Tuyển hầu xứ Sachsen của Nhà Wettin. Thỏa thuận này phân chia các lãnh thổ của triều đại Wettin thành 2 phần, nó được cai trị bởi 2 phân nhánh: dòng trưởng Ernestine giữ ghế tuyển đế hầu xứ Sachsen với quyền bầu ra Hoàng đế La Mã Thần thánh và dòng thứ Albertine nhận Bá quốc Meissen và các quận lân cận.

## Lịch sử
Năm 1423, ông nội của Ernst và Albrecht, Bá tước Friedrich IV xứ Meissen đã nhận được nâng lên thành Tuyển hầu xứ Sachsen bởi Hoàng đế Sigismund của Thánh chế La Mã. Quyền tuyển đế hầu — trước đây là của Công tước xứ Sachsen-Wittenberg — cùng với Bá tước xứ Meissen hợp nhất cùng với Bá quốc Thuringia đã hình thành nên các vùng đất của Triều đại Wettin thống nhất. Sau cái chết của Friedrich vào năm 1464, các lãnh thổ của ông đều do hai con trai của ông cùng cai trị cho đến năm 1485, khi chúng được phân chia giữa họ.
Trong cuộc phân chia năm 1485, Ernst, với tư cách là Tuyển đế hầu cha truyền con nối của Sachsen, nhất thiết phải nhận được các vùng đất tuyển hầu xung quanh Wittenberg. Phần còn lại được phân chia trên cơ sở "Tôi sẽ phân tách, bạn chọn", Ernst chia các vùng đất thành hai phần, và Albrecht chọn một phần cho mình. Albrecht chọn lãnh thổ phía Đông của Bá quốc Meissen trước đây, trong khi Ernst chiếm được hầu hết các vùng Thuringia ở phía Tây. Ernst được cho là rất thất vọng trước kết quả này, vì ông đã hy vọng cai trị các vùng đất xung quanh Meissen, nơi được cai trị bởi Nhà Wettin từ thế kỷ XII, thay vì các vùng đất mới giành được ở miền Nam Thuringia.
Tuyển đế hầu Ernst đã chọn Wittenberg làm kinh đô của Tuyển hầu xứ Sachsen và tự xưng là Bá tước xứ Thuringia. Công tước Albrech III đã chọn Meissen làm trung tâm của công quốc Albertine Sachsen và tự coi mình là Bá tước xứ Meissen.
Trong quá trình Cải cách Tin lành, các nhánh Ernestine và Albertine của triều đại Wettin thấy mình ở hai phe đối lập trong Chiến tranh Schmalkaldic 1546/1547. Là đồng minh của phe chiến thắng, Karl V của Thánh chế La Mã, nên Công tước dòng Albertine Moritz xứ Sachsen đã giành được lãnh thổ Wittenberg và ngai vàng tuyển đế hầu, sau khi người anh họ dòng Ernestine là [[Johann Friedrich I, Tuyển hầu xứ Sachsen bị đánh bại và phải ký Bản đầu hàng Wittenberg. Từ sự kiện đó, dòng dõi Albertine ở vùng Meissen trước đây đã cai trị Tuyển hầu xứ Sachsen và sau này là Vương quốc Sachsen. Hậu duệ của Johann Friedrich I chỉ giữ lại lãnh thổ Thuringia, ngoài ra còn bị chia cắt thành nhiều công quốc Ernestine.
Sau Thế chiến thứ nhất, Nhà Wettin bị phế truất, Vương quốc Albertine Sachsen được Bang tự do Sachsen thừa kế, trong khi 4 công quốc trước đây của Ernestine gia nhập Thuringia sau một cuộc trưng cầu dân ý trong đó Sachsen-Coburg (trừ Gotha), đã bỏ phiếu gia nhập Bayern.